# Goatmoon
Goatmoon är ett finskt nynazistiskt vit makt-enmansband inom nazistisk black metal. Projektet startades år 2002 i Villmanstrand, Finland. 
Bandets texter och framtoning handlar delvis om Satan, döden och andra traditionella black metal-teman, men i majoriteten av sina texter och på de flesta av sina skivor bejakar de nazistiska idéer och hyllar rasistiskt motiverat våld (däribland Förintelsen och den nynazistiska idén om ett stundande raskrig) och ariskt herravälde. Det politiska innehållet kombineras med nazistiska symboler i logotyper och på tröjtryck på albumen och med samarbete med andra nazistiska band såsom grekiska Der Stürmer. 
Goatmoon spelade in sex demos 2002–2005 och gav i december 2004 ut ett debutalbum via Werewolf Records.

## Medlemmar
Nuvarande medlemmar
- BlackGoat Gravedesecrator (Jaakko Lähde) – alla instrument (2002– )

Tidigare medlemmar
- T. Blood Vengeance – trummor (2002)

Turnerande medlemmar
- Avenger – trummor (2008–2012, 2015– )
- Stormheit (Joakim Soldehed) – keyboard, bakgrundssång (2012–2013), basgitarr (2013– )
- Kihti (Sami Tenetz) – akustisk gitarr (2016–2018), gitarr (2018–)
- P. "Emperor" Askonen – gitarr (?–2009)
- Namkah (Hackman) – trummor (2004–2010)
- M.V. – gitarr (2004–?), keyboard (2016–2017)
- Harald Mentor (Sami Kettunen) – basgitarr (2008–2013)
- Raakalainen (Jani Metsälä) – gitarr (2009–2015)
- Werwolf (Lauri Penttilä) – keyboard (2010)
- Hammerer (Jarkko) – gitarr (2011–2015)
- Skratt (Pasi Teitto) – flöjt (2016–2017)
- The Unnatural – gitarr (2016–2018)

## Diskografi
Demo
- Demo 1 (2002) (kassett)
- Demo 2 (2002) (kassett)
- Demo 3 (2002) (kassett)
- Demo CD-R 1 (2003)
- Demo CD-R 2 (2003)
- Demo 4 (2003) (kassett)
- Demo 5 (2003) (kassett)
- Demo 6 (2003) (kassett)

Studioalbum
- Death Before Dishonour (2004)
- Finnish Steel Storm (2007)
- Varjot (2011)
- Tahdon riemuvoitto (2013)
- Voitto tai Valhalla (2014)
- Stella Polaris (2017)

Livealbum
- Hard Evidence - Illegal Live Activities 2009	 (2010)
- Live at Manalan Yö III (2014)

EP
- Goatmoon (2009)
- Tahdon riemuvoitto (2013)

Singlar
- Son of the Northwind (2012)

Annat
- In the Spirit of Ultimate Sacrifice (2008) (delad album med Ride for Revenge)
- "Orjaportti (Arbeit Macht Frei)" / "Raise Your Right Arm" (2010) (delad singel: Goatmoon / Xenophobic Ejaculation)
- Winterforest (2010) (delad EP med Dead Reptile Shrine)
- Azazel / Goatmoon (2011) (delad album)
- "And the Tears of Our Fatherland" / "Alone") (2012) (delad singel: Goatmoon / Bizarre Uproar)
- Godless North / Goatmoon (2013) (delad EP)
- Appetite for Holocaust (2013) (delad singel: Goatmoon / Bizarre Uproar: "Vääräoppisen tuhovärssy" / "I Regret Nothing")
- Kansojen hävittäjä / Crushing the Maccabees (delad EP med Der Stürmer)